# 브라질의 국장

브라질의 국장

브라질의 국장은 1889년 11월 19일에 제정되었다.
국장 가운데에는 초록색과 노란색 두 가지 색의 별이 그려져 있으며 별 가운데에는 원 모양의 파란색 방패가 그려져 있다. 파란색 방패 안쪽에는 하얀색 남십자자리가 그려져 있으며 방패 바깥쪽에는 원 모양을 만든 27개의 하얀색 별이 그려져 있다. 27개의 별은 브라질을 구성하는 26개의 주와 1개의 연방구를 뜻한다.
별 뒤쪽에는 브라질의 대표적인 생산물인 커피와 담배 가지가 장식되어 있으며 별 아래쪽에는 칼이 장식되어 있다. 국장 아래쪽에 있는 파란색 리본 위쪽에는 브라질의 공식 명칭인 "브라질 연방 공화국"("República Federativa do Brasil")이 쓰여져 있으며 리본 아래쪽에는 브라질 연방 공화국이 성립된 날짜인 1889년 11월 15일("15 de novembro de 1889")이 포르투갈어로 쓰여져 있다.

## 역대 브라질의 국장

1500년 ~ 1815년 포르투갈령 브라질 (브라질 식민지)의 문장
1624년 ~ 1654년 네덜란드령 브라질의 문장
1815년 ~ 1822년 포르투갈 연합왕국의 국장
1822년 ~ 1889년 브라질 제국의 국장
1889년 ~ 1968년 브라질 합중국의 국장
1968년 ~ 1971년 브라질의 국장
1971년 ~ 1992년 브라질의 국장
1992년 ~ 현재 브라질의 국장

## 같이 보기
- 브라질의 국기